# Facciolella
Facciolella es un género de peces anguiliformes de la familia Nettastomatidae.

## Especies
Se reconocen las siguientes especies:
- Facciolella castlei
- Facciolella equatorialis
- Facciolella gilbertii
- Facciolella karreri
- Facciolella oxyrhyncha
- Facciolella saurencheloides